# Newberry Library
La Newberry Library è una biblioteca pubblica di ricerca della città di Chicago (Illinois) negli Stati Uniti d'America ed è particolarmente orientata verso le scienze umane.

## Storia

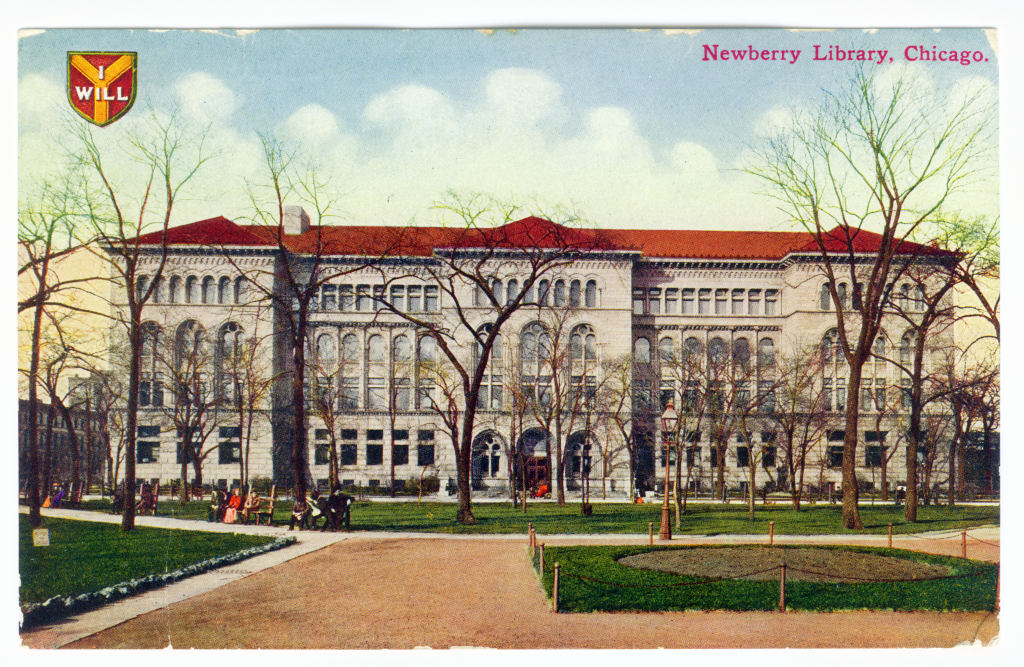
La Newberry Library intorno al 1910.

La biblioteca venne fondata nel 1887 e prese il nome da Walter Loomis Newberry (1804-1868), che impegnò metà della sua fortuna per creare la biblioteca. L'eredità sarebbe diventata effettiva se le sue due figlie fossero rimaste senza discendenti, cosa che accadde. Le sue due figlie morirono senza figli nel 1870. L'edificio fu progettato da Henry Ives Cobb (1859-1931).

## Descrizione
La Newberry Library è una biblioteca di riferimento, con accesso pubblico e gratuito. È una delle principali biblioteche di ricerca private e indipendenti al mondo, con un particolare approndimento sulle scienze umane, in particolare sulla storia e letteratura americana ed europea.
Conta più di 500 000 documenti storici, 1,5 milioni di libri e 5 milioni di pagine manoscritte, tra cui il First Folio di Shakespeare e un manoscritto originale del Popol Vuh, un testo mitologico della civiltà maya.

## Collezioni

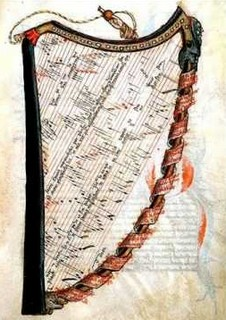
Partiture per arpa di melodie di Jacob Senleches (fine XIV secolo).

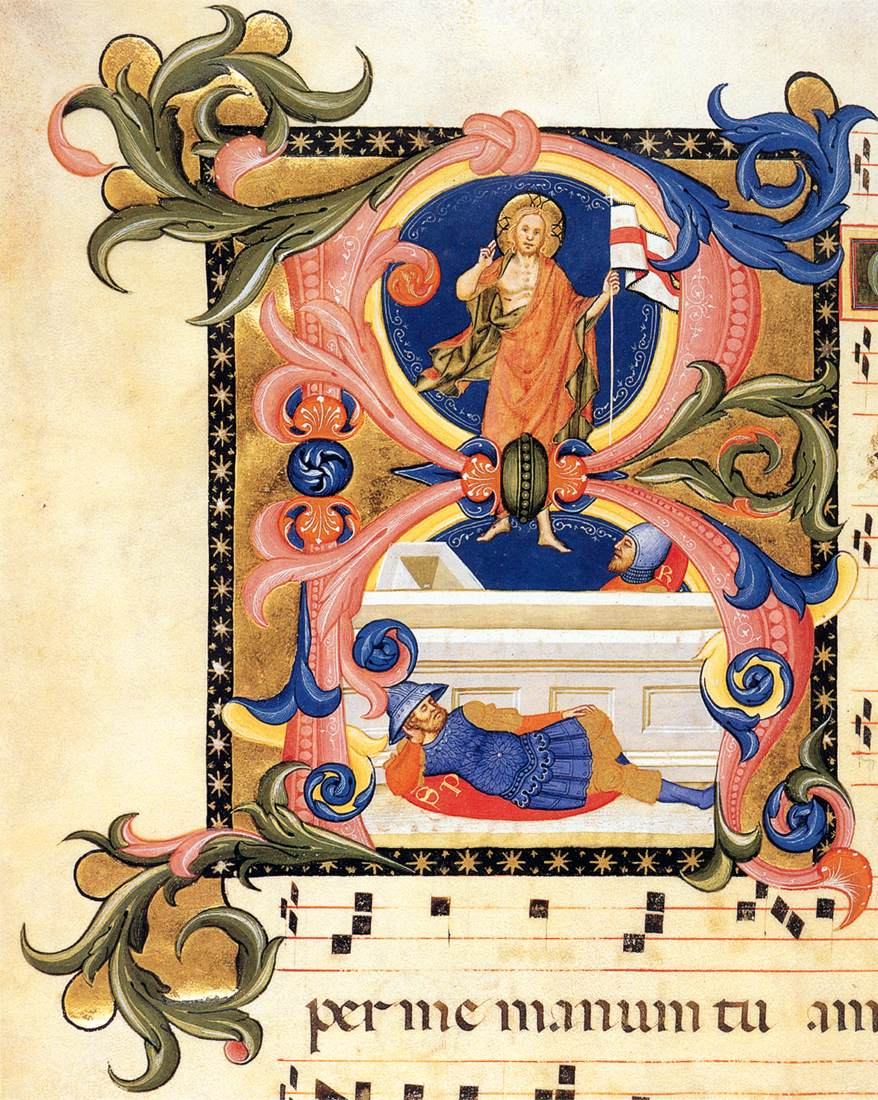
Graduale, anni 1390.

Le collezioni sono raggruppate in categorie, in ordine alfabetico:  
- American History and Culture: storia e cultura americana
- American Indian and Indigenous Studies: studi sugli indiani e nativi americani
- Chicago and the Midwest: Chicago e il Midwest
- Genealogy and Local History: genalogia e storia locale
- History of the Book: storia del libro, una raccolta della storia della stampa e delle arti del libro, tra cui caratteri, calligrafia, tipologia, innovazioni tecniche nella stampa, uso e teoria del design, vendite, legatoria, fabbricazione della carta e storia della biblioteca.
- Manuscripts and Archives: archivi e manoscritti, una raccolta di manoscritti, anche miniati, dai libri medievali agli album e alle lettere dal XX secolo. Le varie collezioni coprono temi specializzati, come la Spencer Napoleonica Collection[1] contenente uma raccolta di documenti su Napoleone Bonaparte e la sua famiglia
- Maps, Travel, and Exploration: mappe, viaggi ed esplorazioni
- Medieval, Renaissance, and Early Modern Studies: Medioevo, Rinascimento, e inizio dell'era moderna
- Music,  Postcards: musica e cartoline

## Manoscritti
Tra i manoscritti, sono custoditi circa 260 esemplari di prima del 1500, in particolare di autori classici, testi patristici o umanistici, antichi spartiti musicali, manoscritti di medicina, scienza e di vario genere, alfabeti, Bibbie, breviari, calendari, libri d'ore, capitolari, florilegi, genealogie, lapidari, messali, sermoni ed altro. Inoltre è presente una copia delle Chroniques di Jean Froissart (MS 37.1 e 37.2).